# Domingo Sanz
Domingo Sanz Montero (Madrid, 7 de septiembre de 1948) es un investigador, etnógrafo y pintor español. Cofundador con Severiano Delgado Gamo del Equipo Adobe en 1980 y promotor de diversas actividades relacionadas con la alfarería y el arte postal.
Hizo estudios en la Escuela de Artes Aplicadas de Madrid; y más tarde realizó en la Fundación Rafael Leoz cursos de Sistematización del Espacio y sobre la aplicación de la geometría espacial al campo de las Bellas Artes, disciplinas que luego se verían reflejadas en su obra pictórica.
De su actividad docente hay que señalar su trabajo como profesor de Proyectos y Representación Gráfica en la Escuela Oficial de Diseño de Interiores de Madrid entre 1976 y 2009.
Como etnógrafo, a partir de la década de 1970 inició la tarea de recuperación de centros alfareros extinguidos en España, labor en la que también participarían Lucía Blesa y su hija Ana Isabel Sanz Blesa. Fruto del conjunto de investigaciones desarrolladas a lo largo de casi medio siglo son varias monografías, como las dedicadas a la alfarería perdida en la provincia de Albacete; a los alfares extinguidos de la Alta Extremadura, y al conjunto de la historia cerámica y alfarera de Segovia y su provincia.
Asimismo, en colaboración con el CMAE avilesino, Sanz Montero ha realizado las tareas de investigación y documentación, así como de la recopilación de piezas y otros materiales cerámicos, en varias ediciones de las Jornadas de Alfarería de la Feria de Avilés.
En 2014 compartió con el resto de los componentes del Equipo Adobe, el Primer Premio Nacional de Investigación Histórica y/o Etnológica, en su V Edición, otorgado por la Asociación Española de Ciudades de la Cerámica.

## Obra pictórica
Como artista plástico, ha realizado exposiciones individuales en el Ateneo de Madrid, la Casa del Siglo XV de Segovia, la Caja de Ahorros de Salamanca (en Palencia) y la Sala Besaya de Santander, y participado en diversas muestras colectivas, así como en la exposición y “Quema de Cuadros” sucedida en la antigua cantera de Campo Real (Madrid).
Su obra pictórica, que se mueve en los campos del cromatismo, la geometría y la simbología, ha sido reseñada positivamente por críticos como José de Castro Arines y Gastón Baquero.
Entre los reconocimientos, además de varias menciones especiales en escultura en los concursos Nacionales de Bellas Artes, y algunos premios provinciales de dibujo y pintura, debe mencionarse el Primer Premio Nacional de Diseño, en el segundo concurso nacional de Diseño del Ministerio de Industria y Energía.
Su obra está representada en pinacotecas como el Museo Español de Arte Contemporáneo (Madrid), el Museo de Arte Contemporáneo de Ibiza, o instituciones y organismos como la Fundación Rafael Leoz o el Ministerio de Industria y Energía.